# Cipayung (Padarincang)
Cipayung is een bestuurslaag in het regentschap Serang van de provincie Banten, Indonesië. Cipayung telt 4375 inwoners (volkstelling 2010).